# Río Cojedes
Le río  Cojedes est un affluent de l'Orénoque au Venezuela. Il naît dans l'État de Lara au confluent des ríos Turbio et Buría.